# Menard (Texas)
Menard es una ciudad ubicada en el condado de Menard en el estado estadounidense de Texas. En el Censo de 2010 tenía una población de 1.471 habitantes y una densidad poblacional de 275,31 personas por km².En sus inmediaciones se encuentran las ruinas del antiguo Presidio de San Sabá.  

## Geografía
Menard se encuentra ubicada en las coordenadas 30°55′6″N 99°47′1″O / 30.91833, -99.78361. Según la Oficina del Censo de los Estados Unidos, Menard tiene una superficie total de 5.34 km², de la cual 5.34 km² corresponden a tierra firme y (0%) 0 km² es agua.

## Demografía
Según el censo de 2010, había 1.471 personas residiendo en Menard. La densidad de población era de 275,31 hab./km². De los 1.471 habitantes, Menard estaba compuesto por el 77.84% blancos, el 0.48% eran afroamericanos, el 1.09% eran amerindios, el 0% eran asiáticos, el 0% eran isleños del Pacífico, el 18.49% eran de otras razas y el 2.11% pertenecían a dos o más razas. Del total de la población el 45.89% eran hispanos o latinos de cualquier raza.